# David de la Cruz
David de la Cruz Melgarejo (Sabadell, província de Barcelona, Espanha, 6 de maio de 1989) é um ciclista espanhol.
Estreiou em 2010 na equipa Caja Rural, e em 2013 emigrou para a equipa alemã NetApp-Endura, equipa no que permaneceu até temporada de 2014. Para 2015 alinhou pelo Etixx-Quick Step, durante as temporadas de 2018 e 2019 fez parte do Sky/INEOS, em 2020 e 2021 militou no UAE Team Emirates e desde 2022 corre para a equipa Astana Qazaqstan Team.

## Biografia
Estreiou em 2010 com o Caja Rural.
Foi um grande gregário de Leopold König na esquadra alemã do NetApp-Endura, equipa com o que correu em 2013 e 2014. Com ele como gregario, o checo conseguiu dois Top10 tanto na Volta a Espanha de 2013 como no Tour de France de 2014. No entanto, em ambos, David teve que abandonar, sendo recordado seu abandono no Tour devido a uma fractura de clavícula produzida por uma queda quando marchava numa escapada.
Em 2015 deu o salto ao UCI WorldTeam fichando pela equipa Etixx-Quick Step, com o que conseguiu maior liberdade.
Na Volta a Espanha de 2016 conseguiu sua primeira vitória como profissional, ao vencer graças a uma fuga a nona etapa com final no Naranco. A sua vez vestiu-se com a camisola vermelha de líder entre lágrimas. Perdeu a camisola na seguinte etapa com final em Lagos de Covadonga, ainda que conseguiu um meritório 7.º posto final na geral.
Em 2017 competiu na Paris-Nice, onde ganhou a última etapa, num sprint em frente a seu compatriota Alberto Contador. Também participou na Volta ao País Basco, onde ganhou uma etapa e se vestiu de líder por um dia, conseguindo ao final o quarto lugar na classificação geral.

## Palmarés
- 2016
  - 1 etapa da Volta a Espanha

- 2017
  - 1 etapa da Paris-Nice
  - 1 etapa da Volta ao País Basco

- 2018
  - 1 etapa da Volta à Andaluzia
  - 1 etapa da Paris-Nice

- 2021
  - 2.º no Campeonato da Espanha Contrarrelógio

## Resultados em Grandes Voltas e Campeonatos do Mundo
| Corrida            | Corrida            | 2010 | 2011 | 2012 | 2013 | 2014 | 2015 | 2016 | 2017 | 2018 | 2019 | 2020 | 2021 | 2022 |
| ------------------ | ------------------ | ---- | ---- | ---- | ---- | ---- | ---- | ---- | ---- | ---- | ---- | ---- | ---- | ---- |
|                    | Giro d'Italia      | —    | —    | —    | —    | —    | 34.º | Ab.  | —    | 56.º | —    | —    | —    | Ab.  |
|                    | Tour de France     | —    | —    | —    | —    | Ab.  | —    | —    | —    | —    | —    | 72.º | —    | —    |
|                    | Volta a Espanha    | —    | —    | —    | Ab.  | —    | Ab.  | 7.º  | Ab.  | 15.º | 66.º | 7.º  | 7.º  |      |
| Mundial em Estrada | Mundial em Estrada | —    | —    | —    | —    | —    | —    | Ab.  | 70.º | 44.º | —    | Ab.  | —    | —    |

—: não participa

Ab.: abandono

## Equipas
- Caja Rural (2010-2012)
- Team NetApp-Endura (2013-2014)
- Etixx-Quick Step (2015-2017)
  - Etixx-Quick Step (2015-2016)
  - Quick-Step Floors (2017)
- Sky/INEOS (2018-2019)
  - Team Sky (2018-04.2019)
  - Team INEOS (05.2019-12.2019)
- UAE Team Emirates[4] (2020-2021)
- Astana Qazaqstan Team (2022-)